# Mezi nepřáteli
Mezi nepřáteli (v originále L'Ennemi intime) je francouzsko-marocký hraný film z roku 2007, který režíroval Florent Emilio Siri. Snímek měl světovou premiéru na mezinárodním filmovém festivalu v Torontu dne 7. září 2007.

## Děj
V Alžírsku, v horách Kabylie, byl v roce 1959 zabit francouzský poručík po potyčce mezi dvěma francouzskými hlídkami podporovanými harkii, kteří se vzájemně omylem považovali za bojovníky za nezávislost.
Ve funkci velitele sekce ho nahrazuje poručík Terrien, důstojník z kontingentu, humanista a dobrovolník. Během prvního sestupu do vesnice Teida odmítne mučení vězně, zatčení dítěte a brutální metodu výslechu harkiů a francouzských vojáků vedených seržantem Dougnacem, poručíkovým asistentem. Při druhé návštěvě vesnice hlídka zjistí, že všichni obyvatelé byli zmasakrováni. FLN je popravila s podezřením, že sdělili zpravodajské informace francouzským silám.
Přežilo pouze dítě, které se ukrylo ve studni. Terrien ho zachrání. Při hlídce odmítá střílet na ženy nesoucí džbány s vodou. Seržant Dougnac, který ho doprovází, zahájí palbu. Zkušenější seržant mu ukáže, že ve džbánech jsou zbraně a že v ženském oblečením jsou ve skutečnosti ozbrojení muži z FLN.
Pak oddíl padne do léčky. Francouzský voják je zabit a vojín Lefranc je zraněn. Dougnac proto žádá kapitána Berthauta o evakuaci. Přijede v džípu, naloží mrtvolu a zraněného muže a pak odjede. Džíp je přepaden novou léčkou. Po příjezdu vojáci zjistí, že těla Berthauta, Lefranca a francouzského vojáka zabitého při předchozím přepadení byla zohavena.
Smrt kapitána, bývalého bojovníka odboje, stejně jako kruté mrzačení páchané alžírskými bojovníky FLN, mají pro Terriena zlomový vliv.
Velitel Vesoul dorazil na místo vrtulníkem. Využije této tragédie k tomu, aby dal lekci francouzským vojákům, včetně poručíka.
Jak vojenské operace postupují, Terrien si uvědomuje plnou obtížnost války. Během týdnů se mladý důstojník, pomalu mění natolik, že se účastní zvěrstev, proti kterým zpočátku ostře protestoval.
Smrt ho vysvobodí z muk, která mu způsobil mladý chlapec, kterého zachránil, a jehož bratr byl zabit při bombardování francouzskou armádou.

## Obsazení
| Benoît Magimel     | poručík Terrien  |
| Albert Dupontel    | seržant Dougnac  |
| Aurélien Recoing   | velitel Vesoul   |
| Marc Barbé         | kapitán Berthaut |
| Éric Savin         | seržant          |
| Guillaume Gouix    | kaprál Delmas    |
| Mohamed Fellag     | Idir Danoun      |
| Vincent Rottiers   | voják Lefranc    |
| Abdelhafid Metalsi | voják Rachid     |
| Adrien Saint-Joré  | voják Lacroix    |